# Szkoła Podstawowa im. Księdza Stanisława Sudoła w Wiązownicy
Szkoła Podstawowa im. Księdza Stanisława Sudoła w Wiązownicy – szkoła o charakterze podstawowym w Wiązownicy

## Historia
Początki szkolnictwa w Wiązownicy, są datowane na początek XIX wieku, gdy na jakiś czas przed 1830 rokiem, powstała szkoła parafialna ruska, przy cerkwi (Schola Parochialis).
Następna szkoła parafialna polska powstała w 1843 roku, którą założył ks. Emil Bandrowski (komendariusz-expozyt w Wiązownicy), w szkole tej uczył miejscowy organista: Walenty Feldman (organista), Wojciech Węgrzyn (organista), Maciej Węgrzyn (organista nauczyciel) i Jakub Tryczyński (organista nauczyciel). 
W 1868 roku szkoła ta została zmieniona na szkołę trywialną, a w latach 1873–1874 była to szkoła ludowa. W latach 1874–1886 szkoła była 1-klasowa, a od 1886 roku szkoła była 2-klasowa. Szkoły wiejskie były tylko męskie, a od 1890 roku były mieszane (koedukacyjne). 
Przydatnym źródłem archiwalnym do poznawania historii szkolnictwa w Galicji, są austriackie Szematyzmy Galicji i Lodomerii, które podają wykaz szkół ludowych w Galicji, wraz z nazwiskami ich nauczycieli. Od 1880 roku szkoła posiadała nauczycieli pomocniczych, którymi byli: Teofila Szczerbińska (1880–1882), Waleria Perdańska (1882–1883), Eustachya Czerlunczakiewicz (1883–1886), Gabriela Waschkówna (1886–1887), Walentyna Krzechlik (1887–1897), Emma Rechówna (1897–1898), Wanda Karasińska (1898–1911), Maria Żelichowska (1910–1911), Wanda Sierżęgowa (1911–1929).
W latach 1921–1925 zbudowano nowy murowany budynek szkolny. W czasie okupacji wprowadzono osobne, oddziały klasowe (I–IV) dla Ukraińców. W 1966 roku szkoła stała się 8-klasowa. W 1969 roku oddano do użytku dobudowaną nową część szkoły i salę gimnastyczną. 27 sierpnia 1973 roku została powołana zbiorcza szkoła gminna w Wiązownicy, w której skład wchodziły wszystkie szkoły z terenu gminy. W 1974 roku szkoła otrzymała imię porucznika MO Józefa Kosika. 
W 1999 roku na mocy reformy oświaty zorganizowano 6-letnią szkołę podstawową i 3-letnie gimnazjum. W 2005 roku oddano do użytku halę sportową, a w 2007 roku nowy budynek gimnazjum. W 2008 roku utworzono Zespół Szkół w Wiązownicy. 28 maja 2014 roku nadano szkole podstawowej i gimnazjum imię Sługi Bożego ks. Stanisława Sudoła. W 2017 roku na mocy reformy oświaty przywrócono 8-letnią szkołę podstawową.
Kierownicy i dyrektorzy.
1865–1877. Antoni Majewski.
1877–1878. Antoni Stupnicki.
1878–1898. Józef Dąbrowski.
1898. Stefan Czesnyk.
1898–1909. Wojciech Żeglicki.
1909–1910. Jan Wilczek.
1910–1935. Antoni Sierżęga.
1935–1939. Wacław Górski.
1939–1945. Józef Grabowski.
1945–1950. Józef Ochęduszko.
1950–1971. Stanisław Gruziński.
1971–1982. Władysław Borek.
1982–1990. Stanisław Pelc.
1990–2005. Maria Wiatrzyk (od 1999 – SP).
1999–2002. Halina Żelazko (Gimnazjum).
2002–2007. Józef Bielecki (Gimnazjum).
2005–2008. Ewa Gloc (SP).
2007–2008. Elżbieta Cieliczka (Gimnazjum)
2008– nadal Agnieszka Kukułka (ZS).

## Znani absolwenci
- Mieczysław Golba
- Hieronim Eugeniusz Wyczawski